# Hans Bernhardt

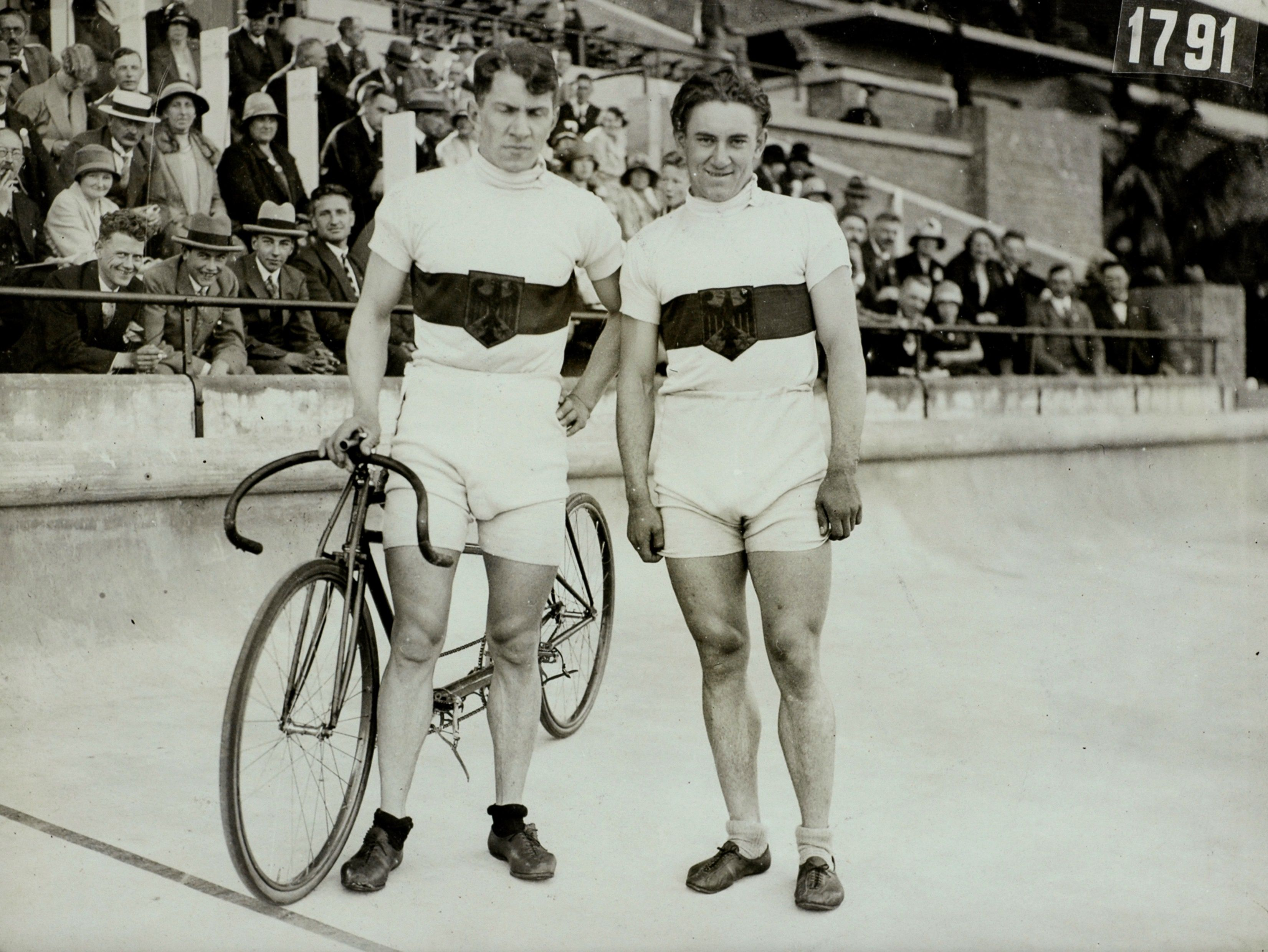
Köther und Bernhardt (Amsterdam 1928)

Hans Bernhardt (* 28. Januar 1906 in Hannover; † 29. November 1940 in Amsterdam) war ein deutscher Bahnradsportler.
Bei den Olympischen Spielen 1928 in Amsterdam errang Bernhardt, Mitglied des RV Zugvogel Hannover, gemeinsam mit Karl Köther die Bronzemedaille im Tandemrennen; im Sprint belegte er den vierten Platz.
Bernhardt starb 1940 während des Zweiten Weltkriegs in den besetzten Niederlanden; er liegt auf dem Soldatenfriedhof von Ysselsteyn begraben.